# Sebastian Barth
Sebastian Barth (* 31. Januar 1985 in Offenbach am Main) ist ein ehemaliger deutscher Basketballspieler. Barth spielte für verschiedene Mannschaften in der 2. Basketball-Bundesliga und gehörte in der Saison 2003/04 auch dem Aufgebot des Erstligisten Skyliners Frankfurt an, der in jener Saison deutscher Meister wurde. 2010 gewann er mit dem BBC Bayreuth neben der Meisterschaft der zweithöchsten Spielklasse 2. Bundesliga ProA auch den letzten DBB-Pokalwettbewerb der Herren, der jedoch bereits ohne Mannschaften der höchsten Spielklasse ausgetragen wurde.

## Karriere

### Spieler
Barth, Sohn des ehemaligen Basketballspielers und -trainer Jürgen Barth, begann seine Karriere in den Nachwuchsmannschaften des früheren Erstligisten TV 1862 Langen. Nachdem er in die Herrenmannschaft in der 2. Basketball-Bundesliga aufgerückt war, wurde er mittels Doppellizenz auch in den Kader des Erstligisten Opel Skyliners aus Frankfurt am Main aufgenommen, für den er in der Saison 2003/04 einen Einsatz beim Hinrundenspiel gegen Brandt Hagen in der höchsten deutschen Spielklasse hatte. Die Frankfurter, für die Barth keinen weiteren Einsatz bestritt, wurden am Saisonende deutscher Meister und lösten Serienmeister Alba Berlin ab. Seit der Wiedervereinigung 1990 war Frankfurt zudem erst der dritte Klub, der einen Meistertitel bei den Herren gewann. Barths einziger Saisoneinsatz mit knapp zwei Minuten Spielzeit wurde jedoch nach der Insolvenz der Hagener Mannschaft aus der Wertung genommen. Auch in der folgenden Spielzeit sowie in der EuroLeague kam Junioren-Nationalspieler Barth für die Frankfurter nicht mehr zum Einsatz. Mit dem Langener Zweitligisten erreichte Barth nach einem fünften Platz in der Gruppe Süd 2006 einen vierten Platz in der Zweitliga-Saison 2006/07 und wurde als Youngster des Monats im April 2007 der Gruppe Süd ausgezeichnet. Zur folgenden Spielzeit 2007/08 wurde die zuvor geographische Gliederung der 2. Basketball-Bundesliga zugunsten einer hierarchischen Gliederung aufgegeben und die Langener erreichten mit Barth einen neunten Tabellenplatz in der nunmehr zweithöchsten Spielklasse ProA.
Nach dem 14. und damit drittletzten Tabellenplatz in der ProA-Saison 2008/09 verließ Barth die Langener Mannschaft, in die auch sein vier Jahre jüngerer Bruder Kai Barth aufgerückt war, und wechselte 2009 zum Ligakonkurrenten BBC Bayreuth, dessen Vorgängerverein Steiner Bayreuth 1989 der letzte Herrenmeister vor den Serienmeistern Bayer Giants Leverkusen und Alba Berlin gewesen war. Die Bayreuther, die in der Vorsaison als Dritter nur knapp am Aufstieg gescheitert waren, gewannen in der ProA-Spielzeit 2009/10 die Meisterschaft dieser Spielklasse und zudem den vorerst letzten Herren-Pokalwettbewerb 2010 des DBB, der jedoch ohne die Mannschaften der höchsten Spielklasse ausgetragen wurde. Beim BBC hatte sich Barths durchschnittliche Einsatzzeit auf gut 13 Minuten pro Spiel halbiert, so dass er den Aufsteiger nach Saisonende verließ und zum Drittligisten aus Nürnberg in die ProB wechselte. Der ehemalige Erstligist verpasste jedoch den sportlichen Aufstieg in die ProA im Play-off-Halbfinale der ProB-Spielzeit 2010/11, wo er an den Ehingen Steeples scheiterte, die die Meisterschaft und den Aufstieg in die ProA erreichten. Als Nachrücker spielten die Nürnberger schließlich doch in der ProA-Saison 2011/12, in der sie als Neuling einen zwölften Tabellenplatz erreichten. Barth jedoch wechselte anschließend erneut in die ProB und kehrte 2012 zu seinem Langener Stammverein zurück, bei dem sich seine durchschnittlichen Spielanteile auf knapp 30 Minuten pro Spiel beinahe verdoppelten. In den Play-offs um den Aufstieg scheiterten die Langener in der entscheidenden Halbfinalserie der ProB-Spielzeit 2012/13 an den Schwelmer Baskets, die jedoch aus wirtschaftlichen Gründen auf einen Aufstieg verzichteten. Ein Jahr später schieden die Langener Giraffen bereits in der ersten Play-off-Runde der ProB-Saison 2013/14 gegen den späteren Play-off-Sieger BAWE Oldenburger TB aus.
Zur ProA-Saison 2014/15 wechselte Barth noch einmal eine Spielklasse höher und schloss sich den Steeples aus Ehingen an, die jedoch nach einem dritten Hauptrundenplatz 2014 in der Saison 2014/15 abstiegen. Die Saison 2015/16 begann er beim ProB-Ligisten Elchingen, verließ den Verein jedoch im Laufe der Saison und kehrte zum TV Langen (mittlerweile 1. Regionalliga) zurück. Mit dem Beginn der Saison 2020/21 spielte er nach längerer Pause wieder für Langen in der Regionalliga. Er gehörte bis 2023 zum TVL-Aufgebot in der Regionalliga an. Im März 2023 wurde Barth für sein 750. Spiel in den Farben des TV Langen geehrt.

### Trainer
Im Februar 2017 wurde er übergangsweise bis zum Ende der Spielzeit 2016/17 Trainer der U19-Mannschaft der Spielgemeinschaft Ehingen/Urspring in der Nachwuchs-Basketball-Bundesliga. Auch beim TV Langen war er als Jugendtrainer tätig. 2025 wurde Barth Trainer der Langener Damen in der 1. Regionalliga.